# Eublemma albivia
Eublemma albivia là một loài bướm đêm trong họ Erebidae.